# Halo (保护装置)

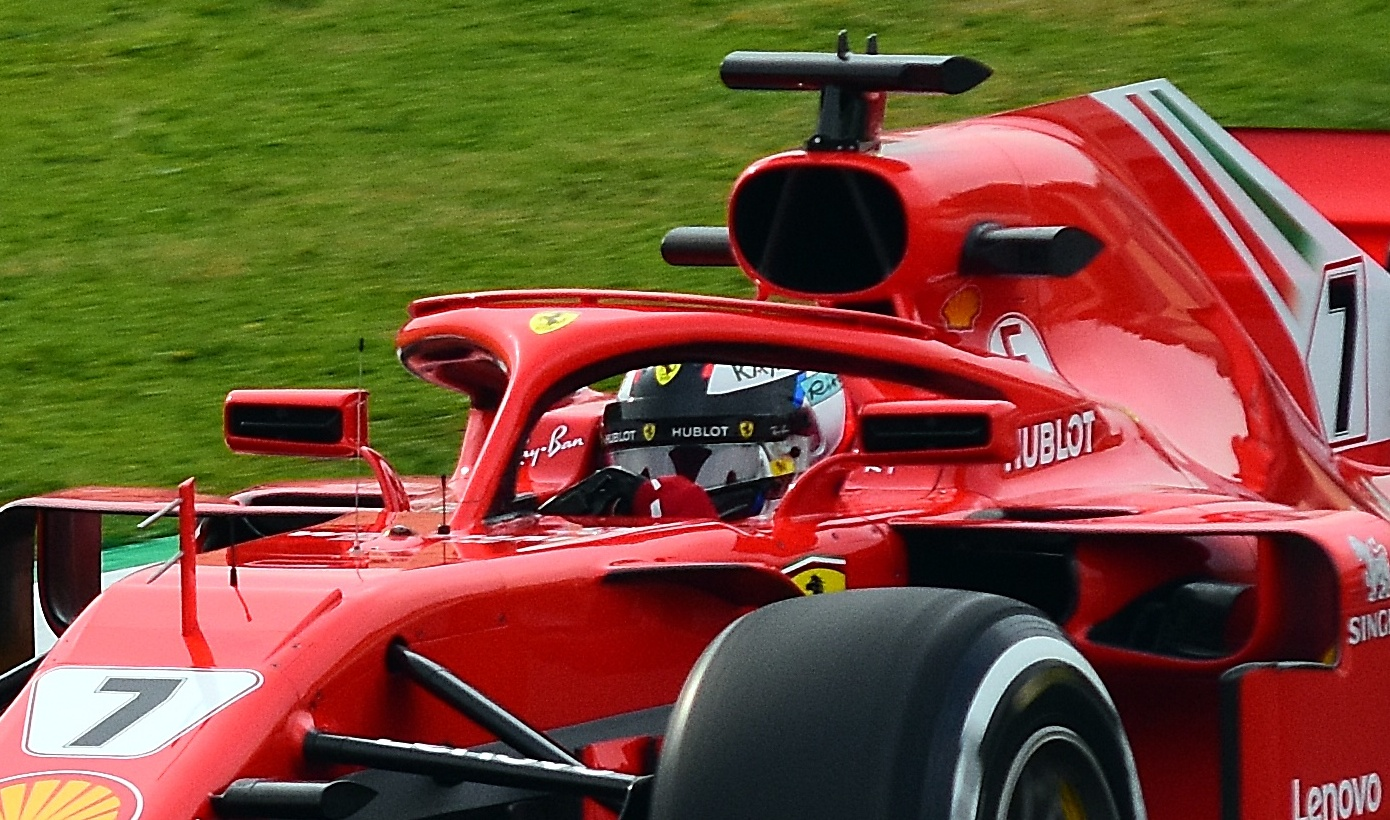
莱科宁在2018赛季前测试新的法拉利SF71H赛车，该賽车配备了形似“人字拖”的Halo保护装置。

Halo，字面意思为“光环”，是开轮式赛车中使用的一种安装在驾驶位置上方、防止在撞击事故中车手头部受伤的保护装置，因其外形又被俗称为“人字拖”（flip-flop）。
Halo的概念于2015年首次被提出，2016年和2017年7月，Halo系统进行了最初的测试。国际汽联（FIA）在2018赛季强制规定，包括一级方程式赛车（F1）、二級方程式賽車（F2）、三级方程式赛车（F3）、电动方程式赛车（FE）、区域方程式赛车（FR）和四级方程式赛车（F4）在内，所有参赛赛车必须安装Halo装置，以保证车手的安全。其他的一些开轮式赛车赛事（如印地赛车、Indy Lights等）也采用了Halo装置。

## 研发背景
2014年日本大奖赛，玛鲁西亚车队车手儒勒·比安奇的赛车在雨战中冲出赛道，直接撞向了一辆正在实施救援的拖车底部。比安奇重伤昏迷，最终于2015年7月17日被宣告不治身亡。这次严重事故让国际汽联决定在方程式赛车的开放式座舱上加装保护系统，并在多个备选方案中选定了Halo装置。

## 结构
Halo前端安装在车手前方的车架上，从两侧绕过车手的头顶，向后固定在驾驶舱的两侧。在2016年的公开数据中，Halo结构的重量约为7公斤，之后增加至9公斤（后据报增加至14公斤，原因是车辆单体壳结构的变化）；整体以钛金属制造。各个车队不得自行制造这个装置，而是由国际汽联指定的三家厂商制造。Halo能承受约12吨的冲击力（大约是一辆双层巴士的重量）。
国际汽联以40宗真实事故的數據，作出模拟测试，分析指出使用该结构的赛车能让车手在重大事故中的生还率提高17%。

## 历史及发展
前F1车手安东尼·戴维森参与了这一系统在模拟器中的开发工作。国际汽联原计划在2017赛季引入Halo系统，不过由于当时技术尚未成熟，因此国际汽联于2016年7月决定推迟一年，但要求所有F1车手在2016年剩余比赛的自由练习环节至少测试一次该系统。2017年1月，时任国际汽联安全主管洛朗·梅基斯宣布Halo系统开发完成。
在开发过程中，FIA研究了三种可能的状况——车辆之间的碰撞、车辆与周围环境（例如障碍物）的碰撞以及车辆与碎片的碰撞。测试表明，Halo装置可以明显降低驾驶员受伤的风险。在针对过去发生的许多事故进行研究后，研究人员得出结论：该系统在许多情况下能够防止头盔与障碍物发生接触。在对车辆与碎片碰撞的研究过程中，研究人员发现Halo能够挡开较大的碎片，并能有效避免较小的碎片击中车手。
2017年8月，达拉拉开发的新款F2赛车Dallara F2 2018亮相，这是首个安装有Halo装置的赛车。2018年1月推出的电动方程式赛车Spark SRT05e也安装了Halo。2018年11月，在阿布扎比亮相的2019年三级方程式赛车也安装了Halo。 从2021年开始，Indy Lights的IL-15开始使用Halo。

### 其它方案
作为Halo的替代方案，紅牛車隊下属的“红牛先进技术”（Red Bull Advanced Technologies）开发了“aeroscreen”系统，这种类似于小型整流罩的设计并没有引起国际汽联的太大兴趣。2019年，使用aeroscreen的印地赛车也採用类似Halo风格的钛合金框架以承托aeroscreen。
在车手们反对引入Halo的情况下，国际汽联又开发了“Shield”系统，这是一种透明的聚氯乙烯屏风。目前为止，这一系统的使用者只有德国F1车手塞巴斯蒂安·维特尔一人。在2017年英国大奖赛的自由练习中，维特尔使用新系统进行一圈测试后，提前结束了测试。他抱怨Shield系统让他视力扭曲、视线模糊，使他无法驾驶。由于无法保证在2018赛季开始前得到充分改进，Shield最终被国际汽联弃用。

## 早期评价
Halo在引入之前即收获了大量负面评价。最初有观点认为Halo阻碍了车手的视线，但经过车手试驾，实际并非如此。另外，除了外观不佳，该系统还被指可能拖延救援，给车手带来更大的风险。Halo还被批评增加了车辆重量，使得车辆质心上移，从而降低了转弯速度，单圈时间预计会增加零点几秒。Halo也被一些车迷指责违背了开放式驾驶舱赛车的理念。
赛事参与者方面，奥地利前F1车手尼基·劳达指责Halo扭曲了“赛车的本质”。F1车手刘易斯·汉密尔顿作为Halo曾经最大的批评者之一，在2016年时称“这是一级方程式历史上看起来最糟糕的设备”，并称“现有的（安全保护）方式就是完美的”。另一名车手马克斯·维斯塔潘在2018年指责Halo的引入“滥用了赛事的DNA”。就连开发者梅赛德斯AMG车队内部也有不满声音：除了早前痛批Halo的汉密尔顿，车队经理托托·沃尔夫也称“想用一把锯子将Halo锯掉”。据报道，在2018赛季前的F1策略小组会议中，10支车队有9支投票反对引进Halo。但这一装置最终还是被引入F1赛事中。
不过也有相关人士乐见Halo的使用。例如英国前F1车手杰基·斯图尔特就对Halo的引入表示欢迎，并将其与汽车安全带相比较，称安全带一开始也不受欢迎，但最终成为汽车的标准配置。

## 事故中的表现
尽管曾饱受批评，但在多场赛事中，Halo成功地挽救了多位车手的生命，也让一些原本不看好Halo的人士对这一系统改变了看法。在Halo引进之初的2018年，Halo即发挥了作用：在当年F2西班牙站比赛中，两名日本车手牧野任祐和福住仁嶺的赛车发生碰撞，二人均无大碍；同年的F1比利时大奖赛中，夏尔·勒克莱尔的赛车直接被费尔南多·阿隆索的赛车砸中，二人均安然无恙。两起事故让人们开始正视Halo对车手的保护。原本在赛季初宣称要“锯掉”Halo的梅赛德斯AMG车队经理托托·沃尔夫改口肯定Halo的作用，尽管它的“美学很糟糕”。
此后Halo又挽救了多位车手的生命，例如（此处仅以F1举例）：
- 2020年巴林大奖赛，罗曼·格罗斯让的座驾在起步阶段失控撞上钢制护栏并爆炸解体，而格罗斯让除手臂和脚踝有轻度烧伤外并无大碍；之后格罗斯让在报平安视频中表示，自己曾经不喜欢Halo系统，但此时他感谢F1赛车带来这一“最伟大的东西”，还称“如果没有它，我就无法在这里说话了”[32]；
- 2021年意大利大奖赛，马克斯·维斯塔潘的赛车车轮落在刘易斯·汉密尔顿的头顶，二人均未受伤，事后曾激烈反对Halo的汉密尔顿表示Halo救了他的脖子[33]；
- 2022年英国大奖赛，周冠宇的赛车被乔治·拉塞尔的赛车撞翻，前者车顶与地面剧烈摩擦，并飞出轮胎护墙，不过周冠宇并无大碍；周冠宇后来在社交媒体表示“今天Halo救了我”[1]。